# Bad Axe
Bad Axe är administrativ huvudort i Huron County i den amerikanska delstaten Michigan. Enligt 2010 års folkräkning hade Bad Axe 3 129 invånare.